# 1836 год в науке
В 1836 году были различные научные и технологические события, некоторые из которых представлены ниже.

## События
- 25 февраля — Сэмюэл Кольт получил патент на первый в истории работоспособный револьвер названный при выпуске Кольт Патерсон.
- 13 мая — началось строительство Царскосельской железной дороги, первой в Российской империи, прошедшей по маршруту Санкт-Петербург — Царское Село — Павловск.
- Открытие ацетилена Эдмундом Дэви.

## Родились
- 6 апреля — Склифосовский, Николай Васильевич (ум. в 1904) — заслуженный профессор, директор Императорского клинического института великой княгини Елены Павловны в Санкт-Петербурге, автор трудов по военно-полевой хирургии брюшной полости.
- 17 мая — Джозеф Локьер, английский астроном.
- 9 июня — Элизабет Андерсон, английская женщина-врач.
- 1 ноября – Ион Сбиера, румынский филолог.
- 28 декабря — Арнольд Борисович Думашевский, российский юрист-цивилист, писатель и благотворитель[1].

## Скончались
- 10 июня — Ампер, Андре Мари, французский физик, математик и естествоиспытатель.
- 2 сентября — Уильям Генри, британский химик, автор закона Генри.
- 17 сентября — Антуан Жюссьё, французский ботаник; создатель первой естественной системы классификации растений (1789).